# La Rivière des djinns
 (juin 2025).
Motif : Sources ? Notoriété ?
- Archive Wikiwix
- Bing
- Cairn
- DuckDuckGo
- E. Universalis
- Gallica
- Google
- G. Books
- G. News
- G. Scholar
- Persée
- Qwant
- (zh) Baidu
- (ru) Yandex

| 1. | Préciser le motif de la pose du bandeau. | Précisez le motif de la pose du bandeau en utilisant la syntaxe suivante : {{admissibilité à vérifier\|date=juin 2025\|motif=remplacez ce texte par le motif}}                             |
| 2. | Informer les utilisateurs concernés.     | Pensez à avertir le créateur de l'article, par exemple, en insérant le code ci-dessous sur sa page de discussion : {{subst:avertissement admissibilité à vérifier\|La Rivière des djinns}} |

 (juin 2025).
Si vous disposez d'ouvrages ou d'articles de référence ou si vous connaissez des sites web de qualité traitant du thème abordé ici, merci de compléter l'article en donnant les références utiles à sa vérifiabilité et en les liant à la section « Notes et références ».
 (juin 2025).
La mise en forme du texte ne suit pas les recommandations de Wikipédia : il faut le « wikifier ».
Les points d'amélioration suivants sont les cas les plus fréquents :
- Les titres sont pré-formatés par le logiciel. Ils ne sont ni en capitales, ni en gras.
- Le texte ne doit pas être écrit en capitales (les noms de famille non plus), ni en gras, ni en italique, ni en « petit »…
- Le gras n'est utilisé que pour surligner le titre de l'article dans l'introduction, une seule fois.
- L'italique est rarement utilisé : mots en langue étrangère, titres d'œuvres, noms de bateaux, etc.
- Les citations ne sont pas en italique mais en corps de texte normal. Elles sont entourées par des guillemets français : « et ».
- Les listes à puces sont à éviter, des paragraphes rédigés étant largement préférés. Les tableaux sont à réserver à la présentation de données structurées (résultats, etc.).
- Les appels de note de bas de page (petits chiffres en exposant, introduits par l'outil «  Source ») sont à placer entre la fin de phrase et le point final[comme ça].
- Les liens internes (vers d'autres articles de Wikipédia) sont à choisir avec parcimonie. Créez des liens vers des articles approfondissant le sujet. Les termes génériques sans rapport avec le sujet sont à éviter, ainsi que les répétitions de liens vers un même terme.
- Les liens externes sont à placer uniquement dans une section « Liens externes », à la fin de l'article. Ces liens sont à choisir avec parcimonie suivant les règles définies. Si un lien sert de source à l'article, son insertion dans le texte est à faire par les notes de bas de page.
- La présentation des références doit suivre les conventions bibliographiques. Il est recommandé d'utiliser les modèles {{Ouvrage}}, {{Chapitre}}, {{Article}}, {{Lien web}} et/ou {{Bibliographie}}. Le mode d'édition visuel peut mettre en forme automatiquement les références.
- Insérer une infobox (cadre d'informations à droite) n'est pas obligatoire pour parachever la mise en page.

Pour une aide détaillée, merci de consulter Aide:Wikification.
Si vous pensez que ces points ont été résolus, vous pouvez retirer ce bandeau et améliorer la mise en forme d'un autre article.
La Rivière des djinns est un conte populaire algérien recueilli par Nora Aceval dans son ouvrage L’Algérie des contes et légendes – Hauts plateaux de Tiaret (Éditions Edisud, 2004). Il s’inscrit dans le registre du conte merveilleux et met en scène des personnages surnaturels – les djinns – dans une structure classique d’opposition entre deux sœurs, récompense et punition, et triomphe de la bonté.

## Résumé
Une jeune fille, maltraitée par sa marâtre, est envoyée laver du linge à la rivière des djinns, réputée dangereuse. En chemin, elle fait preuve de bonté envers un cheval affamé et un chien mal nourri, qui la remercient en lui offrant une voix mélodieuse et du courage. Elle libère ensuite des roses et du jasmin pris dans des ronces, qui la gratifient de parfums envoûtants et de beauté éclatante.
Arrivée à la rivière, les djinns, touchés par sa gentillesse, lavent et repassent son linge, puis la laissent partir. Elle rentre transformée : belle, parfumée et rayonnante. Sa belle-mère, jalouse, envoie sa propre fille espérant qu’elle obtienne les mêmes dons. Mais celle-ci, égoïste et brutale, ignore les animaux et les fleurs. Les créatures qu’elle méprise la maudissent: elle devient estropiée, puante, violente, aboyant et ruant à chaque mot et pas.

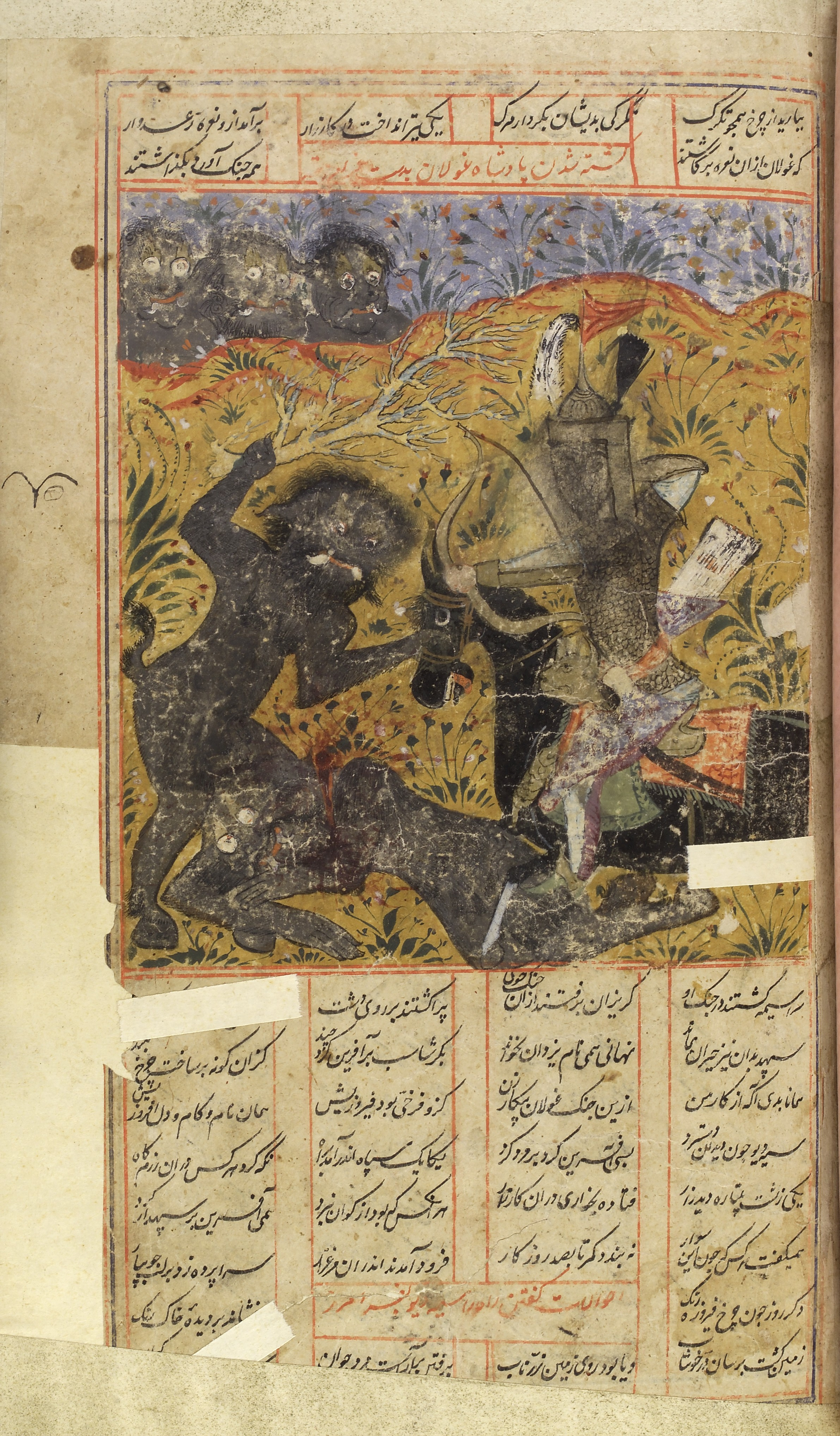

Un jour, un prince perçoit un parfum délicat en passant près de leur maison. La marâtre tente de le duper en lui faisant épouser sa propre fille, mais la supercherie est découverte. Le prince épouse la véritable jeune fille au parfum de rose, et le couple vit heureux. La marâtre, sa fille et le père sont chassés du pays.

## Thèmes
Le conte illustre des motifs universels:
- La dualité entre bonté et méchanceté (sœur vertueuse vs sœur égoïste).
- La rencontre avec le surnaturel (djinns, animaux parlants, fleurs enchantées).
- La récompense morale: la beauté et le bonheur sont offerts à celle qui agit avec compassion.
- La punition symbolique: la transformation en être repoussant pour les personnages mauvais.
- La figure de la marâtre malveillante, fréquente dans les contes du monde entier.

L’histoire fait également intervenir des éléments de la culture populaire algérienne, comme la personnification des fleurs et la puissance ambivalente des djinns, souvent présents dans les récits oraux du Maghreb.